# ブルボン公
ブルボン公（ブルボンこう、仏: duc de Bourbon）は、フランスの公爵位の一つ。

## 歴史
元来はブルボン朝以前にブルボン家が代々世襲してきた。
ブルボン朝では、傍系のブルボン＝コンデ家でこの称号が用いられたが、ブルボン＝コンデ家の断絶後は使用されなくなった。
その後、スペイン・ブルボン家出身でレジティミストが推すフランス王位請求者カディス公アルフォンソが再びブルボン公の称号を復活させ、現在はその息子ルイス・アルフォンソが儀礼称号の一つとして用いている。

## 歴代ブルボン公

### ブルボン朝以前
ブルボン家は、ルイ9世聖王の末子クレルモン伯ロベールと古ブルボン家の血を引くベアトリス・ド・ブルゴーニュの息子ルイに始まる。ルイはシャルル4世長身王によって初代ブルボン公に叙せられた。以後はブルボン家の当主が代々ブルボン公を世襲してきたが、シャルル3世の死でブルボン家本流が断絶した際、傍系のヴァンドーム公シャルルがブルボン家家長を継承する一方、ブルボン公の称号と所領はヴァロワ＝アングレーム王家のものとなった。ヴァロワ＝アングレーム家断絶後に王位に就いたブルボン朝の創始者アンリ4世はヴァンドーム公シャルルの孫である。
第一ブルボン家
- ルイ1世（1327年 - 1341年）
- ピエール1世（1341年 - 1356年）
- ルイ2世（1356年 - 1410年）
- ジャン1世（1410年 - 1434年）
- シャルル1世（1434年 - 1456年）
- ジャン2世（1456年 - 1488年）
- シャルル2世（1488年）
- ピエール2世（1488年 - 1503年）
- シュザンヌ（1503年 - 1521年）

ブルボン＝モンパンシエ家
- シャルル3世（1505年 - 1523年/1527年）

ヴァロワ＝アングレーム家
- ルイーズ・ド・サヴォワ（1523年 - 1531年）
- シャルル4世（オルレアン公シャルル2世、1544年 - 1545年）
- アンリ（フランス王アンリ3世、1566年 - 1574年）

### ブルボン＝コンデ家
ブルボン朝では、アンリ4世の叔父コンデ公ルイ1世を祖とするブルボン＝コンデ家において、「大コンデ」ことコンデ公ルイ2世以降にブルボン公の称号が用いられるようになった。
- ルイ2世（1661年 - 1686年）
- アンリ（コンデ公アンリ3世の長男、1667年 - 1670年）
- ルイ3世（1670年 - 1709年）
- ルイ4世アンリ（1709年 - 1736年）
- ルイ5世ジョゼフ（1736年 - 1772年）
- ルイ6世アンリ（1756年 - 1830年）

ブルボン＝コンデ家は度重なる近親婚が祟ったのか、精神に異常をきたす者を続出した。そして1830年のルイ6世アンリの自殺でブルボン＝コンデ家は断絶した。

### レジティミストの王位請求者
ルイ6世が自殺した1830年に7月革命が起き、復古ブルボン朝は打倒された。以後、ブルボン公の称号はオルレアン家、ブルボン家嫡流の王位請求者、その継承者を自認するスペイン・ブルボン家のカルリスタ王位請求者のいずれも用いることがなかった。
長らく忘れられたブルボン公の称号であったが、スペイン王アルフォンソ13世の孫である正統派（レジティミスト）フランス王位請求者カディス公アルフォンソが復活させた。
- カディス公アルフォンソ（フランス王アルフォンス2世、1950年 - 1975年）
- フランシスコ（ブルターニュ公フランソワ、1975年 - 1984年）　アルフォンソの長男
- アンジュー公ルイス・アルフォンソ（フランス王ルイ20世、1984年 - ）　フランシスコの弟